# Prvenstvo Anglije 1956
Prvenstvo Anglije 1956 v tenisu.

## Moški posamično
Lew Hoad :  Ken Rosewall, 6-2, 4-6, 7-5, 6-4

## Ženske posamično
Shirley Fry :  Angela Buxton, 6-3, 6-1

## Moške dvojice
Lew Hoad /  Ken Rosewall :  Nicola Pietrangeli /  Orlando Sirola, 7–5, 6–2, 6–1

## Ženske dvojice
Angela Buxton /  Althea Gibson :  Fay Muller /  Daphne Seeney, 6–1, 8–6

## Mešane dvojice
Shirley Fry  /  Vic Seixas :  Althea Gibson /  Gardnar Mulloy, 2–6, 6–2, 7–5